# فوگازی
فوگازی (انگلیسی: Fugazi) گروه موسیقی پست-هاردکور آمریکایی است که سال ۱۹۸۷ در واشینگتن شکل گرفت. اعضای گروه عباتند از: ایان مکای (گیتارنواز و خواننده)، گی پیچوتو (گیتارنواز و خواننده)، جو لالی (بِیسیست) و برندان کنتی (درامر).
فوگازی بیشتر به‌خاطر شیوهٔ مستقل و خودکفای تولید آثار و احتراز از آلوده‌شدن به مناسبات تجاری عرضهٔ موسیقی شناخته می‌شود. فعالیت گروه از سال ۲۰۰۳ متوقف شده است.